# 白令海

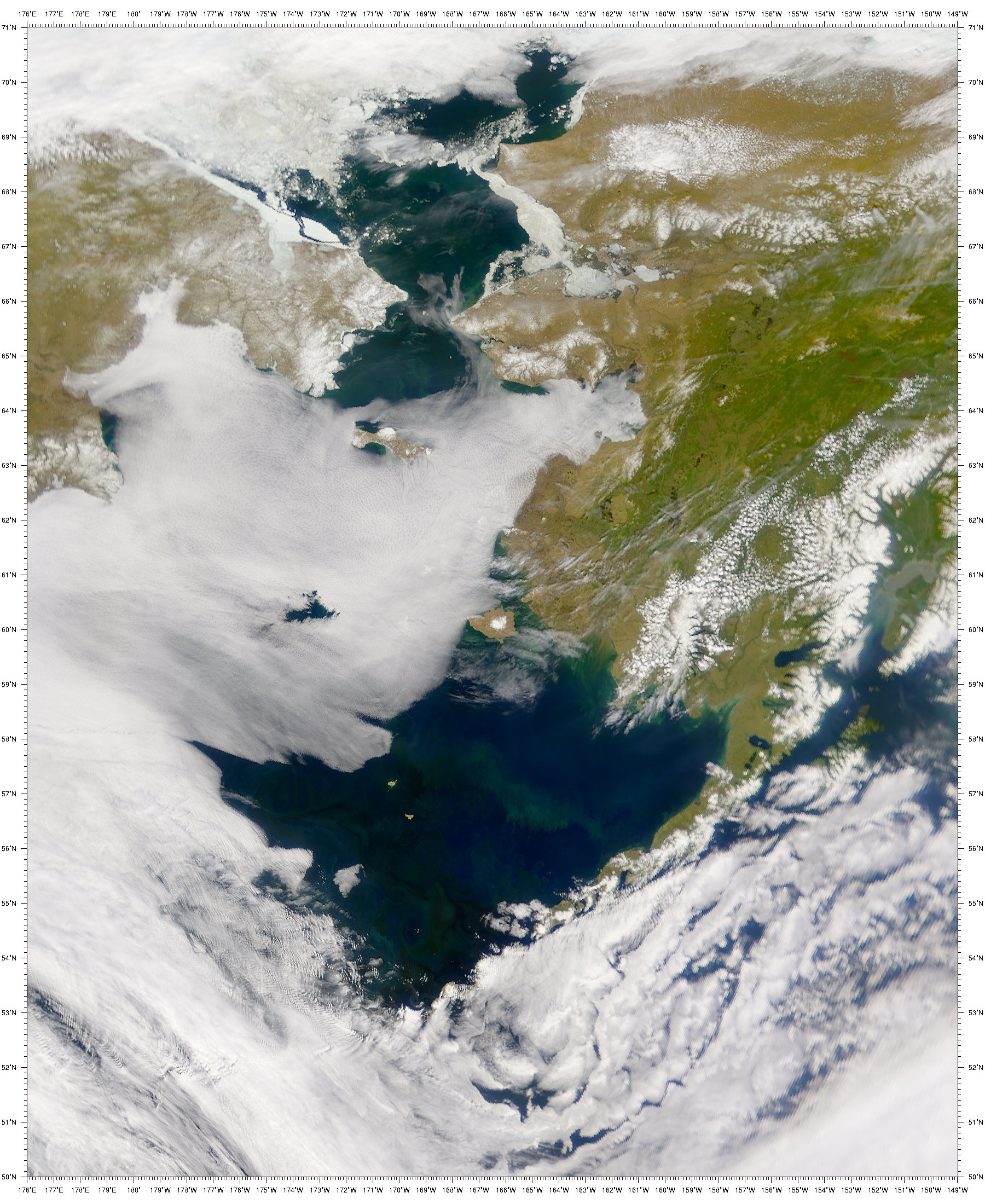
白令海的衛星圖片

白令海（Bering Sea），或譯為白林海。是指太平洋北部被阿拉斯加半岛、阿留申群岛、堪察加半岛、西伯利亚和阿拉斯加围成的一片水域，北端通过白令海峡与北冰洋相连。白令海得名于最先发现它的欧洲探险家维图斯·白令。在最近一次的冰河時期，海平面的高度是比現時低的，故人類和其他動物是可以徒步經過現今位於白令海峽以北的地方由亞洲遷移到北美洲。很多學者相信，這條「白令陸橋」就是人類首次進入美洲的通道。此外，白令海是世界含海产最多的海域之一，在阿拉斯加水域捕獲的魚和貝殼類海產量佔了全美國的一半。因為北極的變化，白令海的氣候在未來會更不穩定。

## 岛屿
位於白令海的島或群島有：
- 普里比洛夫群島
- 科曼多尔群岛（含白令岛）
- 聖勞倫斯島
- 迪奧米德群島
- 帝王島（英语：King Island (Alaska)）
- 聖馬修島